# La Palma d'Ebre
La Palma d'Ebre è un comune spagnolo situato nella comunità autonoma della Catalogna.